# Liste der Baudenkmäler in Gräfelfing

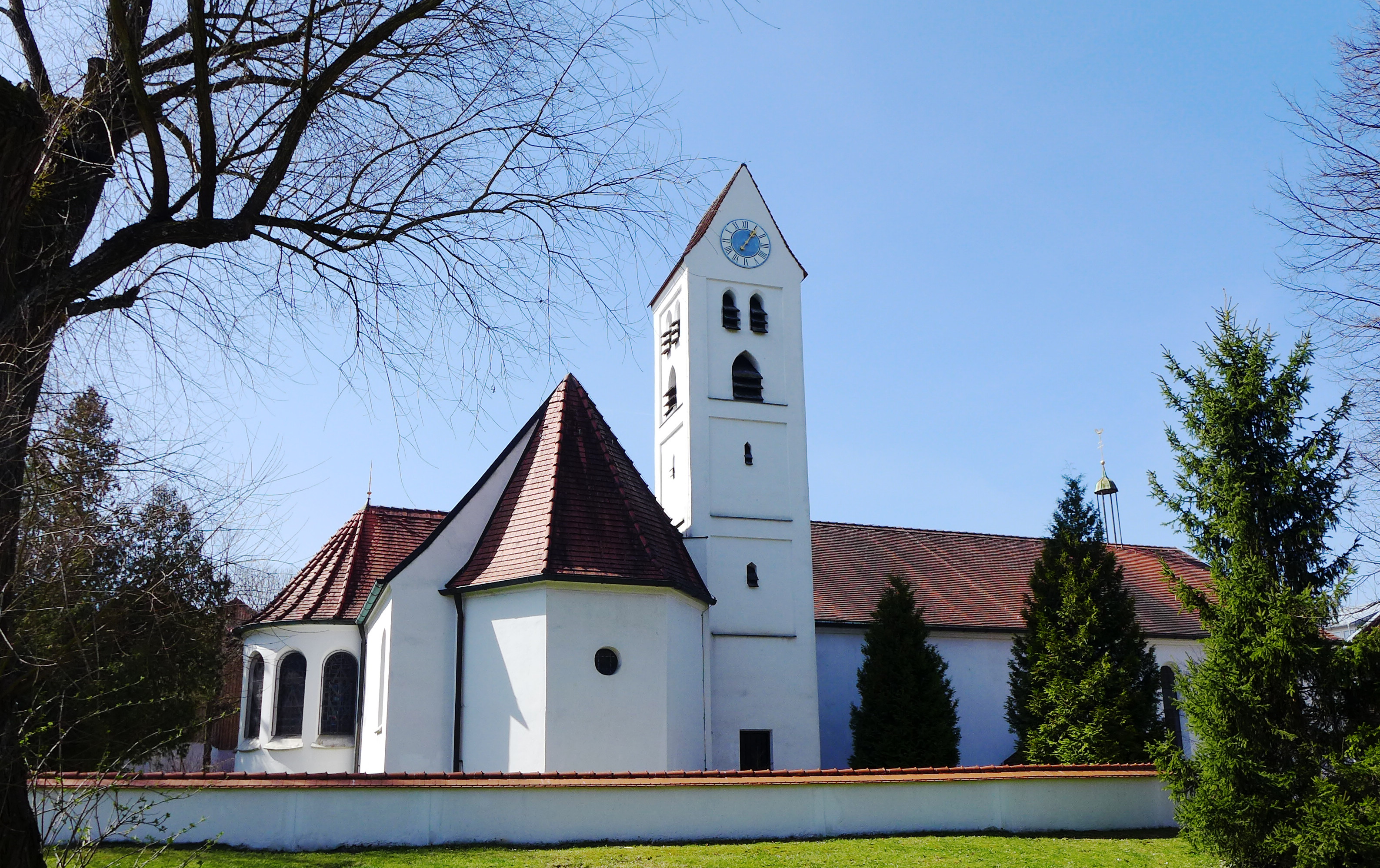
St. Johann Baptist in Lochham

Auf dieser Seite sind die Baudenkmäler in der oberbayerischen Gemeinde Gräfelfing zusammengestellt. Diese Tabelle ist eine Teilliste der Liste der Baudenkmäler in Bayern. Grundlage ist die Bayerische Denkmalliste, die auf Basis des Bayerischen Denkmalschutzgesetzes vom 1. Oktober 1973 erstmals erstellt wurde und seither durch das Bayerische Landesamt für Denkmalpflege geführt wird. Die folgenden Angaben ersetzen nicht die rechtsverbindliche Auskunft der Denkmalschutzbehörde.

## Baudenkmäler nach Ortsteilen

### Gräfelfing
| Lage                                      | Objekt | Beschreibung | Akten-Nr.              | Bild |
| ----------------------------------------- | --- | --- | ---------------------- | --- |
| Bahnhofstraße 1 a (Standort)              | Wohnhaus | Zweigeschossiger Putzbau mit Walmdach, Zwerchhaus mit Schweifgiebel und spitzbogigen Obergeschossfenstern in historisierenden Formen, 1906 | D-1-84-120-1 Wikidata  | Wohnhaus |
| Bahnhofstraße 89, 91 (Standort)           | Doppelhaus | Rest einer ehemaligen Reihenhäusergruppe mit zweigeschossigen Wohnhäusern, barockisierendem Schweifgiebel und Erker, Fenster mit Jugendstilglasmalereien und Zierfachwerk, von den Architekten Stadler und Necker, 1905 | D-1-84-120-2 Wikidata  | weitere Bilder |
| Bahnhofstraße 100 (Standort)              | Villa | Zweigeschossiger Putzbau mit Mansardwalmdach und erkerartig ausgebildeten Ecken, von Säulen flankierter Eingangsnische und breitem Zwerchhaus, um 1910 | D-1-84-120-4 Wikidata  | Villa |
| Grawolfstraße 1 (Standort)                | Villa | Zweigeschossiger Mansarddachbau mit Halbwalm, Erkern und Putzgliederungen, in Formen des Neobarock, um 1900. | D-1-84-120-5 Wikidata  | weitere Bilder |
| Grawolfstraße 2 (Standort)                | Wohnhaus | Zweigeschossiger Satteldachbau mit Steilgiebel und kurzem Quertrakt, polygonalem Steherker und Putzgliederungen, im Heimatstil, um 1905/10 | D-1-84-120-6 Wikidata  | Wohnhaus |
| Grosostraße 4 (Standort)                  | Villa | Kleiner erdgeschossiger Putzbau mit Mansardwalmdach, Zwerchhaus mit Schweifgiebel und Verandavorbau, im barockisierenden Jugendstil, nach Plänen von Theobald Trenkle, 1911 | D-1-84-120-7 Wikidata  | weitere Bilder |
| Grosostraße 10 (Standort)                 | Villa | Zweigeschossiger Zeltdachbau mit Belvedere, Loggia über toskanischen Säulen und Pilastergliederungen, von dem Maler Oswald Völkel für sich selbst erbaut, 1914 | D-1-84-120-8 Wikidata  | weitere Bilder |
| Grosostraße 12 (Standort)                 | Villa | Zweigeschossiger Quaderbau mit Mansardwalmdach, Zwerchhaus, Gauben, Balkon und Freitreppe zum Garten, im historisierenden Stil, 1915/16 Gartenanlage mit zentralem Parterre und Gartenfiguren, gleichzeitig | D-1-84-120-9 Wikidata  | weitere Bilder |
| Irminfriedstraße 21 (Standort)            | Villa | Zweigeschossiger Mansarddachbau mit Schopf, Eckrisalit, Eingangsloggia und Erkerausbauten, modern-barockisierend, um 1915/20 | D-1-84-120-11 Wikidata | weitere Bilder |
| Josef-Schöfer-Straße 3 (Standort)         | Ehemaliges Bäcker-Erholungsheim | Zweigeschossiger langgestreckter Bau mit Mansarddach und großem dreigeschossigem Giebelrisalit, im reduzierten Heimatstil, von Franz Xaver Knöpfle, 1914 Toreinfahrt, gleichzeitig Kegelbahn, eingeschossiger, verbretterter Satteldachbau, um 1920; mit Ausstattung. | D-1-84-120-13 Wikidata | weitere Bilder |
| Josef-Schöfer-Straße (Standort)           | Waldkapelle St. Joseph, sogenannte Bäckerkapelle                                                                                                   | Kleiner Saalbau mit eingezogenem Polygonalchor, Vorhalle und achteckigem Dachreiter mit Glockendach, 1921; mit Ausstattung | D-1-84-120-12 Wikidata | weitere Bilder |
| Lindenstraße 5 a (Standort)               | Wohnhaus | Zweigeschossiger Satteldachbau mit vorgesetztem Wintergarten und abgeschleppter Garage Mauer mit Tür und Zufahrtstor; von Franz Ruf, 1935/36 | D-1-84-120-52 Wikidata | Wohnhaus |
| Planegger Straße 14 (Standort)            | Ehemaliges Bauernhaus, dann Künstler-, Wohn- und Atelierhaus des Malers, Bildhauers und Akademiepräsidenten Hans Cornelius, sogenannter Magmannhof | Zweigeschossiger Einfirsthof mit flachem Satteldach, um Mitte 19. Jahrhundert, im frühen 20. Jahrhundert ausgebaut | D-1-84-120-15 Wikidata | Ehemaliges Bauernhaus, dann Künstler-, Wohn- und Atelierhaus des Malers, Bildhauers und Akademiepräsidenten Hans Cornelius, sogenannter Magmannhof |
| Professor-Kurt-Huber-Straße 3 (Standort)  | Villa | Zweigeschossiger unregelmäßiger Gruppenbau mit Walmdach und Eckerker, in historisierenden Formen, um 1900 | D-1-84-120-16 Wikidata | weitere Bilder |
| Professor-Kurt-Huber-Straße 5 (Standort)  | Villa | Zweigeschossiger Putzbau mit Schopfwalmdach und Widerkehr, Flacherker, Zierfachwerk und verschindeltem Giebel, historisierend und mit Anklängen des Jugendstils, um 1900 | D-1-84-120-17 Wikidata | weitere Bilder |
| Professor-Kurt-Huber-Straße 15 (Standort) | Villa | Zweigeschossiger Walmdachbau aus unverputztem Backstein, mit Eckrustizierung und Balkon, nach 1902 Garteneinfriedung, schmiedeeisern, gleichzeitig | D-1-84-120-18 Wikidata | weitere Bilder |
| Ruffiniallee 2 (Standort)                 | Rathaus | Kubischer, dreigeschossiger Bau mit zwei aufgeständerten, großzügig durchfensterten Geschossen und einem geschlosseneren obersten Geschoss, seitlich höherer Treppenturm und erdgeschossiger flacher Vorbau nach Osten, rückseitig erdgeschossiger Nebenflügel, außen und großteils innen betonsichtig, vorgelagerte Terrassen mit Mauern und Treppen gefasst, von Werner Böninger und Peter Biedermann, 1966/67 | D-1-84-120-51 Wikidata | Rathaus |
| Ruffiniallee 7 a (Standort)               | Wohnhaus | Barockisierender zweigeschossiger Satteldachbau mit Schweifgiebeln und überdachtem Eingang, mit Elementen der frühen Moderne, um 1925 Torbogeneingang, gleichzeitig | D-1-84-120-19 Wikidata | weitere Bilder |
| Ruffiniallee 10 a (Standort)              | Villa | Erdgeschossiger kleiner Putzbau mit Mansardwalmdach, breitem Zwerchhaus und vorgebauter Veranda, im Stil des reduzierten Historismus, um 1910 | D-1-84-120-20 Wikidata | Villa |
| Ruffiniallee 25; 23 a (Standort)          | Villa | zweigeschossiger Walmdachbau mit Zwerchhäusern und Putzgliederung mit breiten Eckrustiken in Heimatstilformen, von Hans Brühl, 1921; Torpfosten aus Stampfbeton mit Kugelaufsätzen, gleichzeitig. | D-1-84-120-57          | BW |
| Steinkirchner Straße 11 (Standort)        | Einfamilienhaus | Zweigeschossiger Eckbau mit hohem Satteldach, Erkerrisalit und Vorhalle mit Pultdach, von Stadler und Necker, um 1905 | D-1-84-120-21 Wikidata | weitere Bilder |
| Steinkirchner Straße 13 (Standort)        | Villa | Burgartiger Gruppenbau mit eingestelltem Walmdachturm, Treppengiebelrisalit und Erkerausbauten, von Stadler im neugotischen Stil, um 1905 | D-1-84-120-22 Wikidata | weitere Bilder |
| Steinkirchner Straße 15 (Standort)        | Villa | Zweigeschossiger Gruppenbau mit Schopfwalmdächern, Erkerausbauten, Veranda mit darüberliegender überdachter Altane und Zierfachwerk, von Julius Necker, vor 1904; mit Ausstattung | D-1-84-120-23 Wikidata | weitere Bilder |
| Steinkirchner Straße 18 (Standort)        | Landhaus | Zweigeschossiger Satteldachbau mit verbrettertem Obergeschoss, großem Rundbogeneingang, hölzernem Balkon, Erker, Hausmadonna und Sonnenuhr, im alpinen Stil von Stadler und Necker, 1902 | D-1-84-120-24 Wikidata | weitere Bilder |
| Steinkirchner Straße 22 (Standort)        | Villa | Zweigeschossiger Satteldachbau mit zwei eingestellten Ecktürmen, Veranden und Balkons an beiden Giebelseiten, von Stadler und Necker, um 1905 Garage, gleichzeitig | D-1-84-120-25 Wikidata | weitere Bilder |
| Tassilostraße 1 (Standort)                | Landhaus | erdgeschossiger Mansardhalbwalmdach mit Traufband, um 1910. | D-1-84-120-38 Wikidata | BW |
| Tassilostraße 10 (Standort)               | Einfamilienhaus | Erdgeschossiger Satteldachbau mit verbrettertem Giebel mit Hochlaube und polygonalem Eckerker, im Heimatstil, um 1905/10 | D-1-84-120-26 Wikidata | Einfamilienhaus |
| Waldstraße 4 (Standort)                   | Villa | Zweigeschossiger Putzbau mit Walmdach, Fassadendekor und eiserne Balkone im neubarocken Stil, um 1910 | D-1-84-120-27 Wikidata | weitere Bilder |
| Waldstraße 12 (Standort)                  | Einfamilienhaus | Schmaler eingeschossiger Massivbau mit steilem Mansarddach mit Schopf, verschindeltem Giebel, Erker und Zwerchhaus, im Stil des reduzierten Historismus, um 1910 | D-1-84-120-28 Wikidata | weitere Bilder |
| Würmstraße 1 (Standort)                   | Alte katholische Pfarrkirche St. Stephan | Saalbau mit stark eingezogenem polygonalem Chor, Chorflankenturm und angefügter zweigeschossiger Sakristei, weitestgehend gotischer Neubau auf romanischem Vorgängerbau, 1473, nach Westen verlängert und barockisiert, 1728; mit Ausstattung Friedhofsmauer, massiv | D-1-84-120-29 Wikidata | weitere Bilder |

### Lochham
| Lage                             | Objekt                                     | Beschreibung | Akten-Nr.              | Bild           |
| -------------------------------- | ------------------------------------------ | --- | ---------------------- | -------------- |
| Großhaderner Straße 1 (Standort) | Friedhof Gräfelfing                        | Friedhofsanlage auf einer Hügelkuppe von Richard Riemerschmid, 1913, erweitert 1939/40 und 1948/49 Friedhofsgebäude, Dreiflügelanlage mit Arkadengang, überkuppelter Aussegnungshalle und Leichenhaus, 1913 Friedhofsnebengebäude, kleiner massiver Putzbau mit Walmdach, 1913 Friedhofsmauer, massiv, 1913 Friedhofskreuz, steinerner überlebensgroßes Kruzifix, um 1920 Kriegerdenkmal für russische Kriegsgefangene, reliefierter Tuffsteinquader in Form eines Postaments, von Richard Riemerschmid, 1919 Zahlreiche historische Grabsteine, darunter auch: Grabstein für die Familie Riemerschmid, 1950/60 | D-1-84-120-31 Wikidata | weitere Bilder |
| Kirchweg 2 (Standort)            | Katholische Pfarrkirche St. Johann Baptist | Im Kern romanische Saalkirche mit eingezogenem polygonalen Chor, Chorflankenturm und angefügter zweigeschossiger Sakristei, spätgotische Umgestaltung Ende 15. Jahrhundert, Barockisierung 1728, als Querhaus in den Neubau von Georg Buchner einbezogen, 1955; mit Ausstattung Friedhofsmauer der alten Kirche, massiv | D-1-84-120-30 Wikidata | weitere Bilder |